# Historia del golf
Comenzó a inicios de 1457, aunque se desconocen con certeza los orígenes del deporte llamado golf. La teoría más aceptada es que el deporte tuvo su origen en Escocia durante la Alta Edad Media.

## Orígenes
Existen varios registros de un juego similar al golf. En los Países Bajos, con fecha 26 de febrero de 1297, los holandeses jugaban en la ciudad de Loenen aan de Vecht un juego con un palo y una bola de cuero, al que llamaban Colf. Quien lograba pegarle con la bola a un blanco ubicado a una distancia de varios cientos de metros con la menor cantidad de golpes era el ganador. En Francia está documentado el Chole hacia 1200, Paille-maille a partir de 1416; en el diario de Adelaida de Saboya hay la representación de un golfista hacia 1450. En Bruselas se prohibió el Colven en 1360, y en un devocionario de Flandes, hacia 1480, aparece la figura de un golfista haciendo un putt hacia un hoyo hecho en el hielo. 
La catedral de Gloucester, en el suroeste de Inglaterra, fue construida en los siglos XI y XII. En la fachada oeste de esta iglesia hay un vitral de colores que muestra a un golfista. Esta vidriera policromada data de mediados del siglo XIV. Se dice que es la representación más antigua del golf del mundo. Este vitral fue patrocinado por sir Thomas Broadstone, quien había regresado sano y salvo de los conflictos bélicos en Francia (guerra de los Cien Años), tras haber servido a su rey Eduardo III y combatido en la batalla de Crécy el 26 de agosto de 1346, que supuso una aplastante derrota para los franceses. En el manual en latín de Pieter van Afferden, de 1545, se dice sin lugar a dudas que no se debe molestar al golfista cuando va a ejecutar el golpe.
No obstante, el juego moderno de golf, tal como lo conocemos hoy en día, es considerado un invento escocés, ya que el juego es mencionado en dos actas del Parlamento de Escocia del siglo XV, en las que se prohibía el juego de golf. Algunos estudiosos, en cambio, son de la opinión que eso hace referencia a otro juego que es más parecido al shinty o hurling, o al hockey sobre césped moderno que al golf. Ellos argumentan que un juego consistente en embocar una bola pequeña en un hoyo en el suelo utilizando palos de golf era jugado en el siglo XVII en los Países Bajos y que esto precede al juego en Escocia. Según el historiador Heiner Gillmeister, la palabra golf podría ser una alteración escocesa del término neerlandés kolf o kolv, que significa palo y bate. En cambio, Robin Bargmann sostiene que el colf holandés y el golf escocés evolucionaron simultáneamente y que ambos términos proceden de la palabra latina clava, palo, estaca (véase: Kolven). Existen registros de descripciones más antiguas de un juego parecido al golf en la Europa continental.
El primer testimonio escrito sobre el golf, tal como se escribe hoy, procede del año 1457, cuando el parlamento escocés a instancias del rey Jacobo II prohibía ye but bawe and ye golf y ordenaba que, en su lugar, se practicara el tiro al arco. Este interdicto fue corroborado por los reyes Jacobo III (1471) y Jacobo IV (1491). En la paz concluida en 1502 entre Escocia e Inglaterra quedó suprimido, porque no convenía que la población hiciera ejercicios paramilitares. Poco tiempo después se hizo público que el propio Jacobo IV jugaba al golf, cuando apareció en la contabilidad oficial de la corte una factura por los palos de golf hechos para el monarca.
El golf se difundió, gracias al favor real, por toda la Gran Bretaña en el siglo XVI. El primer golfista que se menciona (1527) es sir Robert Maule, que al parecer jugaba en el Barry Links, cerca del actual Carnoustie. La primera referencia al golf en St. Andrews data de 1552, y al año siguiente el arzobispo promulgó un decreto en el que se autorizaba a la población a jugar en los links (dunas en la costa cubiertas de hierba). Más tarde María Estuardo introdujo este deporte en Francia. De ella se sabe que jugó al golf al poco de haber sido asesinado su esposo en 1567, por lo que fue muy criticada. 
En 1592 estaba prohibido jugar al golf en Leith mientras se celebraban los servicios religiosos el domingo por la mañana. En las notas que escribió un médico en 1600, se puede leer que un hombre resultó herido mientras jugaba al golf en las praderas de Ayr. En 1608 alguien observó al Príncipe de Gales jugando al golf en los campos del palacete en Greenwich. De 1620 data la primera mención de la bola llamada "featherie" (plumosa), que consiste en una esfera de cuero rellena de plumas hervidas. Hasta entonces se jugaba probablemente con bolas de madera dura.
El primer fabricante de palos del que se tiene noticia (1603) es William Mayne, a quien el rey Jacobo VI le nombró "Royal Clubmaker". El Marqués de Montrose menciona en 1628 en sus libros de cuentas el "pago de cuatro chelines al joven que había llevado mis palos", o sea al primer caddie. El Concejo municipal de Aberdeen concede en 1642 una licencia para la fabricación de bolas de golf. En 1658 se menciona por primera vez este juego en Londres, donde parece haberse practicado en los "Up Fields" de Westminster. En 1682 el duque de York y un zapatero ganan una partida de golf en Leith contra dos nobles ingleses. El primer partido internacional se disputó en 1682 en Leigh, cuando Escocia (representada por el duque de York y John Paterson) venció a un dúo inglés anónimo. En este contexto se menciona también a un caddie: Andrew Dickson portó los palos del Duque de York.
El primer campo de golf permanente se desarrolló en Escocia, y de este país proceden también los testimonios de los primeros clubes de golf. El campo de golf más antiguo en el mundo es Old Links en el Hipódromo de Musselburgh. Existen registros que indican que se jugó al golf en los Musselburgh Links en 1672, aunque es probable que María I de Escocia haya jugado allí en 1567. El club de golf más antiguo del mundo es el de la Honourable Company of Edinburgh Golfers con sede Muirfield. Allí se compiló el primer reglamento escrito (Reglas del golf), junto con el diseño del campo de golf de 18 hoyos. Según otras fuentes, el primer club de golf fue Royal Burgess Golf Society, fundado en 1735. En 1744 se constituyó el Gentlemen Golfers of Leith, que publicó el primer reglamento formal del golf. A partir de él nació la Honorable Compañía de Golfistas de Edimburgo (Honourable Company of Edinburgh Golfers). La St. Andrews Society of Golfers, más tarde renombrada The Royal and Ancient Golf Club of St Andrews, fundada en 1754, está considerada como el más antiguo club de golf aún existente en el mismo emplazamiento. El primer campo de golf fuera de Escocia es el "Royal Blackheath" cerca de Londres, que data de 1766, y en Leith (un barrio de Edimburgo) se inauguró la primera casa club en 1768. El primer club de golf para mujeres se fundó en St. Andrews en 1967. Fuera de Gran Bretaña, el primer club de golf se creó en Bangalore (India) en 1820, según otras fuentes sucedió en Calcuta en 1829, y en Europa lo fue en Pau (Francia) en 1856.
El primer manual sobre golf apareció en 1857 bajo el título "El manual del golfista", escrito por un autor que se escondía tras el seudónimo "A keen hand" (una mano aguda). Más tarde salió a relucir que se trataba de H.B. Farnie.
En Escocia se celebraron los primeros torneos con estructuras formales y se realizaron competiciones entre ciudades escocesas. Al poco tiempo, el juego moderno de golf se había extendido desde Escocia a Inglaterra y desde allí al resto del mundo. En 1860 se celebró en Prestwick (Escocia) el primer torneo British Open, en el que solo pudieron participar golfistas profesionales.

## Evolución del campo de golf
Los campos de golf no siempre han tenido dieciocho hoyos. El campo de golf de Saint Andrews ocupa una franja estrecha de tierra en los terrenos de María I de Escocia, reina de Escocia, en las proximidades del mar. Ya en el siglo XV, los golfistas de St. Andrews definieron un trazado a través del terreno ondulado, jugando con hoyos cuyas ubicaciones estuvieron dictadas por la topografía. El campo que resultó tenía once hoyos desde la sede del club hasta los límites de la propiedad. Se jugaban los hoyos desde la sede hasta el final del campo, se daba vuelta, y se jugaban los mismos hoyos hacia la sede —un total de 22 hoyos—. En 1764, se consideró que varios de los hoyos eran demasiado cortos, y por lo tanto fueron combinados con otros, con lo cual el número fue reducido de once a nueve, y el recorrido completo pasó a ser de 18 hoyos. Debido al estatus que ostentaba St. Andrews como capital del golf, todos los demás campos fueron modificados de manera similar, y el campo de 18 hoyos se convirtió en el estándar.

## Desarrollo de los artículos deportivos
La evolución del golf puede explicarse a través del desarrollo de los artículos deportivos empleados para practicarlo. Algunos de los avances más destacables en el golf han estado relacionados con el desarrollo de la bola de golf. La bola de golf tomó numerosas formas antes de que en la década de 1930 la United States Golf Association (USGA) (Asociación de Golf de los Estados Unidos) impusiera estándares en cuanto al peso y tamaño de la bola. Posteriormente una regulación de la USGA dispuso que la velocidad inicial de la bola de golf no puede exceder 76,2 m por segundo. Desde esa época, se ha continuado con el desarrollo de la bola de golf, lo cual ha impactado en la forma en que se juega al golf.
Otro factor importante en la evolución del golf ha sido el desarrollo de los palos de golf. Los primeros palos de golf (en inglés clubs) estaban construidos con la madera que estaba disponible en la zona. Posteriormente, la madera de Pacán se convirtió en el material de preferencia para fabricar los mangos, y la madera de American Persimmon era la preferida para las cabezas de los palos por su dureza y resistencia. En la medida que se fue desarrollando la bola de golf y se fue tornando más durable con la adopción del sistema “gutty” hacia 1850, la cabeza del palo también fue evolucionando y aparecieron distintos modelos de palos con cabezas de hierro (en inglés irons). A finales de la década de 1890 comenzó la aparición de palos de metal, aunque su adopción por las entidades que regulan el deporte de golf fue lenta. A principios de la década de 1970, la tecnología de las varillas o mangos se modificó nuevamente con el uso de grafito aprovechando su resistencia y bajo peso. La primera "madera" (en inglés wood) fabricada de metal fue desarrollada a principios de la década de 1980, y el metal reemplazó a la madera a causa de su resistencia y versatilidad. (Nota: madera es la forma en que se designan los palos más pesados utilizados para lanzar la bola a mayor distancia.).